# San Cono
San Cono là một đô thị và cộng đồng (comune) ở tỉnh Catania trong vùng Sicilia miền nam nước Ý.
Đô thị Acireale có diện tích 6,56 ki lô mét vuông, dân số thời điểm năm 2001 là 2959 người.
Đô thị này có các đơn vị dân cư (frazioni) sau:
Các đô thị giáp ranh: 